# 格兰姆斯 (阿拉巴马州)
格兰姆斯（英文：Grimes），是美国阿拉巴马州下属的一座城市。面积约为1.25平方英里（约合3.24平方公里）。根据2010年美国人口普查，该市有人口558人，人口密度为446.04/平方英里（约合172.22/平方公里）。